# DDR-Meisterschaften im Boxen 1974
Die DDR-Meisterschaften im Boxen wurden 1974 zum 26. Mal ausgetragen und fanden vom 19. bis 24. Februar in Frankfurt (Oder) statt. Mit Stefan Förster, Günther Radowski, Ulrich Beyer, Manfred Weidner, Peter Tiepold und Bernd Wittenburg konnten sechs Boxer ihren Titel aus dem Vorjahr verteidigen.

## Endergebnisse
| Gewichtsklasse                  | Gold                                      | Silber                               | Bronze                                    | Bronze                                        |
| Halbfliegengewicht (bis 48 kg)  | Jürgen Schultz SC Traktor Schwerin        | Dietmar Geilich ASG Vorwärts Cottbus | Eberhard Pieper SC Traktor Schwerin       | Wolfgang Seiler SC Chemie Halle               |
| Fliegengewicht (bis 51 kg)      | Wolfgang Liebing SC Cottbus               | Klaus Gertenbach TSC Berlin          | Klaus-Peter Matthes SG Wismut Gera        | Rüdiger Rentsch SG Wismut Gera                |
| Bantamgewicht (bis 54 kg)       | Richard Nowakowski SC Traktor Schwerin    | Jochen Rocke TSC Berlin              | Detlef Scherpke ASK Vorwärts Frankfurt/O. | Günter Grabbe SC Chemie Halle                 |
| Federgewicht (bis 57 kg)        | Stefan Förster SG Wismut Gera             | Dieter Mika SC Chemie Halle          | Peter Gath SC Chemie Halle                | Gerd Piesold SG Wismut Gera                   |
| Leichtgewicht (bis 60 kg)       | Günter Radowski ASK Vorwärts Frankfurt/O. | Schroeder TSC Berlin                 | Kruse SC Traktor Schwerin                 | Hartmut Helmbold SG Wismut Gera               |
| Halbweltergewicht (bis 63,5 kg) | Ulrich Beyer ASK Vorwärts Frankfurt/O.    | René Müller TSC Berlin               | Siegfried Vogelreuter SC Chemie Halle     | Hans-Jürgen Marschner SC Chemie Halle         |
| Weltergewicht (bis 67 kg)       | Manfred Weidner SC Traktor Schwerin       | Peter Spilski SC Dynamo Berlin       | Camp ASK Vorwärts Frankfurt/O.            | Bohn SC Traktor Schwerin                      |
| Halbmittelgewicht (bis 71 kg)   | Peter Tiepold SC Dynamo Berlin            | Detlef Straßburg SC Chemie Halle     | Klaus Werner SG Wismut Gera               | Bodo Andreass SC Dynamo Berlin                |
| Mittelgewicht (bis 75 kg)       | Bernd Wittenburg SC Dynamo Berlin         | Eckhard Hadler SC Traktor Schwerin   | Sziller ASG Vorwärts Dabel                | Wolfgang Donath SG Wismut Gera                |
| Halbschwergewicht (bis 81 kg)   | Wolfgang Heimann SC Dynamo Berlin         | Dietmar Rieß SC Chemie Halle         | Reinhard Fischer SC Traktor Schwerin      | Jacob SC Cottbus                              |
| Schwergewicht (über 81 kg)      | Detlef Schulze ASK Vorwärts Frankfurt/O.  | Gerd Sachse SG Wismut Gera           | Schroeder SC Chemie Halle                 | Dieter Limant BSG Halbleiterwerk Frankfurt/O. |

## Medaillenspiegel
| Platz | Verein | Verein                          | Gold | Silber | Bronze | Total |
| ----- | ------ | ------------------------------- | ---- | ------ | ------ | ----- |
| 1     |        | SC Traktor Schwerin             | 3    | 1      | 4      | 8     |
| 2     |        | SC Dynamo Berlin                | 3    | 1      | 1      | 5     |
| 3     |        | ASK Vorwärts Frankfurt/O.       | 3    | –      | 2      | 5     |
| 4     |        | SG Wismut Gera                  | 1    | 1      | 6      | 8     |
| 5     |        | SC Cottbus                      | 1    | –      | 1      | 2     |
| 6     |        | TSC Berlin                      | –    | 4      | –      | 4     |
| 7     |        | SC Chemie Halle                 | –    | 3      | 6      | 9     |
| 8     |        | ASG Vorwärts Cottbus            | –    | 1      | –      | 1     |
| 9     |        | ASG Vorwärts Dabel              | –    | –      | 1      | 1     |
| 9     |        | BSG Halbleiterwerk Frankfurt/O. | –    | –      | 1      | 1     |
|       | Total  | Total                           | 11   | 11     | 22     | 44    |